# Акишево (Вологодская область)
Акишево — деревня в Белозерском районе Вологодской области.
Входит в состав Гулинского сельского поселения, с точки зрения административно-территориального деления — в Кукшевский сельсовет.
Расстояние до районного центра Белозерска по автодороге — 27 км, до центра муниципального образования деревни Никоновская по прямой — 14 км. Ближайшие населённые пункты — Гора, Кукшево, Титово.
Население по данным переписи 2002 года — 6 человек.